# Paroedura karstophila
Paroedura karstophila es una especie de geco del género Paroedura, familia Gekkonidae, orden Squamata. Fue descrita científicamente por Nussbaum y Raxworthy en 2000.

## Distribución y hábitat
Se distribuye por Madagascar. Suele encontrarse en terrenos kársticos, específicamente en bosques de rocas asociados con dosel abiertos y bosques caducifolios.